# 米罗什库·涅兹季尼奇
米罗什卡·涅斯迪尼奇（俄语：Мирошка Несдинич，?—1204年）是1189年至1204年期間大诺夫哥罗德的負責人，其去世後埋葬在圣乔治修道院格奥尔基耶夫斯基大教堂。